# Royaume céleste de la Grande Paix
1851–1864
Entités précédentes :
- Dynastie Qing

Entités suivantes :
- Dynastie Qing

Le Taiping Tian Guo ou royaume céleste de la Grande Paix (chinois simplifié : 太平天囯 ; chinois traditionnel : 太平天國 ; pinyin : Tàipíng Tiānguó ; Wade : Tai-ping Tien-kuo ; litt. « royaume céleste de la Grande Paix »), raccourci par la suite en Royaume céleste (chinois simplifié : 天国 ; chinois traditionnel : 天國 ; pinyin : Tīanguó) ou Dynastie céleste (chinois : 天朝) est un État chinois né d'une révolte contre le pouvoir central qui cherche à renverser la dynastie Qing et existe de 1851 à 1864. Il est dirigé par Hong Xiuquan et ses disciples. La guerre infructueuse qu'il mène contre les Qing est connue sous le nom de révolte des Taiping. Sa capitale est située à Tianjing, ce qui correspond actuellement à la ville de Nankin.
Converti autoproclamé au christianisme, Hong Xiuquan réussit à rassembler une armée forte de dizaines de milliers de soldats et à prendre le contrôle d'une partie importante de la Chine du Sud au milieu du XIXe siècle. Au sommet de sa puissance, il règne sur près de 30 millions de personnes. Le programme politique du royaume rebelle inclut des réformes sociales et le remplacement du confucianisme, du bouddhisme, et de la religion populaire chinoise par la vision très personnelle que Hong a du christianisme, ce dernier considérant qu'il est le deuxième fils de Dieu et le frère cadet de Jésus. Les zones contrôlées par les Taiping sont assiégées par les armées Qing pendant la majeure partie de la rébellion. Le gouvernement Qing réussit finalement à vaincre la rébellion avec l'aide des troupes françaises et britanniques.

## Situation avant la fondation du royaume

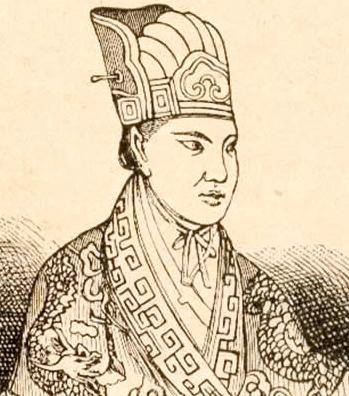
Hong Xiuquan.

Au milieu du XIXe siècle, la Chine de la dynastie Qing a subi une série de catastrophes naturelles, de problèmes économiques et de défaites face aux puissances occidentales, en particulier la défaite humiliante de 1842 face aux Britanniques pendant la Première Guerre de l'opium. Cette guerre a perturbé les modes de transport maritime et provoqué la destruction de beaucoup d'emplois. Ce sont ces mécontents qui vont affluer en masse pour rejoindre les rangs des Taiping de Hong Xiuquan.
Durant la même période, les missionnaires protestants commencent leur œuvre d'évangélisation depuis Macao, Huangpu (connu à l'époque sous le nom de « Whampoa »), et Canton. Leurs employés et leurs imprimeurs corrigent et adaptent le message des missionnaires pour atteindre les Chinois et ils commencent à fréquenter particulièrement les examens préfectoraux et provinciaux, où les lettrés se disputent la chance d'accéder à la fonction publique impériale. C'est l'un de ces traités retravaillé, un livre de 500 pages en neuf parties rédigé par Liang Fa et intitulé Good Words to Admonish the Age (en), qui tombe entre les mains de Hong Xiuquan au milieu des années 1830. Hong commence par le feuilleter sans y porter un grand intérêt. Cependant, après plusieurs échecs aux examens, Hong raconte à ses amis et à sa famille un rêve dans lequel il a été accueilli par un homme aux cheveux d'or, barbu et un homme plus jeune qu'il a appelé « Frère aîné ». Hong travaille six autres années en tant que tuteur, avant que son frère ne le convainque que le livre de Liang vaut la peine d'être examiné. Après avoir lus plus attentivement le livre, il interprète son rêve de longue date en termes de symbolisme chrétien : il est le frère cadet de Jésus et a rencontré Dieu le Père. Il sent maintenant qu'il est de son devoir de répandre le christianisme et de renverser la dynastie Qing. Il est rejoint par Yang Xiuqing, un ancien vendeur de charbon de bois et de bois de chauffage du Guangxi, qui prétend être la voix de Dieu.
Après un voyage missionnaire qui a lieu en 1844, Feng Yunshan fonde la Société des adorateurs de Dieu (chinois simplifié : 拜上帝会), dans le Guangxi pour diffuser les idées de Hong. En 1847, Hong devient le chef de la société secrète. Selon un historien ayant étudié cette période, la foi Taiping, inspirée par le christianisme missionnaire, « s'est développée en une nouvelle religion chinoise dynamique... Le christianisme Taiping ». Hong présente cette religion comme un renouveau et une restauration de l'ancienne foi en Shang Di. Le pouvoir de la secte se développe à la fin de la décennie 1840, d'abord en réprimant les groupes de bandits et de pirates. Mais la persécution par les autorités Qing pousse ce mouvement à se transformer en une rébellion utilisant la guérilla, puis la guerre civile.

## Histoire

### Fondation
La révolte des Taiping commence en 1850 au Guangxi. Le 11e jour du 1er mois lunaire de l'an 1851 (soit le 11 janvier), date de l'anniversaire de Hong Xiuquan, ce dernier se proclame « Roi céleste » d'une nouvelle dynastie, le « Royaume céleste de la Grande Paix ». Après quelque affrontements mineurs, la situation dégénère et en février de la même année a lieu le soulèvement de Jintian, au cours duquel une armée rebelle forte de 10 000 hommes vainc et met en déroute une armée Qing de moindre importance. A priori, Feng Yushan est le stratège de la rébellion et l'administrateur du royaume depuis la fondation dudit royaume, jusqu'à sa mort, qui survient en 1852.
En 1853, les troupes Taiping s'emparent de Nanjing et en font leur capitale. La ville est renommée Tianjing ("capitale céleste"). Hong convertit le bureau du vice-roi de Liangjiang (en) en "palais du roi céleste". Selon les "messages" qu'il a reçus dans ses rêves, Hong Xiuquan a pour mission d'exterminer tous les "démons", que les Taiping assimilent aux Mandchous. Par conséquent, ils décident de tuer et d'exterminer toute la population mandchoue du royaume. Quand Nanjing tombe entre leurs mains, les Taïping se déchaînent en tuant, brûlant et pillant les 40 000 Mandchous habitant dans la ville. Ils commencent par tuer tous les hommes mandchous, puis forcent les femmes mandchoues à quitter la ville avant de les brûler vives.
À son apogée, le Royaume céleste contrôle une portion du sud-est de la Chine centrée sur la fertile vallée du Yangzi Jiang, le contrôle de ce fleuve permettant aux Taiping d'approvisionner facilement leur capitale. De là, les rebelles Taiping envoient des armées à l'ouest, vers l'amont de la vallée du Yangzi et au nord pour s'emparer de Pékin, la capitale de la dynastie Qing. Mais la tentative de prise de Pékin échoue.

### Conflits internes
En 1853, Hong Xiuquan se retire du contrôle actif des politiques et de l'administration du royaume, gouvernant exclusivement par des proclamations écrites, souvent en langage religieux. Hong n'est pas d'accord avec Yang sur certaines questions de politique et se méfie de plus en plus des ambitions de ce dernier, de son vaste réseau d'espions et de ses déclarations lorsqu'il parle "en tant que Dieu". Yang et sa famille sont mis à mort par les partisans de Hong en 1856, juste avant l'exécution des troupes fidèles à Yang.
Avec leur chef largement hors jeu, les délégués du Taiping essayent d'élargir leur soutien populaire aux classes moyennes chinoises et de forger des alliances avec les puissances européennes, mais ils échouent sur les deux fronts. En effet, les Européens décident, dans un premier temps de rester neutres, avant de soutenir ouvertement les Qing. En Chine, la rébellion se heurte à la résistance de la classe moyenne, très attachée aux traditions, qui rejette en bloc le programme des Taiping, basé sur le rejet des coutumes chinoises et des valeurs confucéennes. La classe supérieure des propriétaires terriens, déstabilisée par le fond pro-paysans des rebelles Taiping et leur politique de stricte séparation des sexes, même pour les couples mariés, se range du côté des forces Qing et de leurs alliés occidentaux.
En 1859, Hong Rengan, un cousin de Xiuquan, rejoint la rébellion des Taiping à Nanjing, et le "Roi Céleste" lui donne des pouvoirs considérables. Rengan met au point et applique un plan ambitieux pour étendre les frontières du royaume. En 1860, les rebelles de Taiping réussissent à prendre (en) Hangzhou et Suzhou à l'est, mais ne parviennent pas à prendre Shanghai (en), ce qui marque le début du déclin du royaume.

### Chute

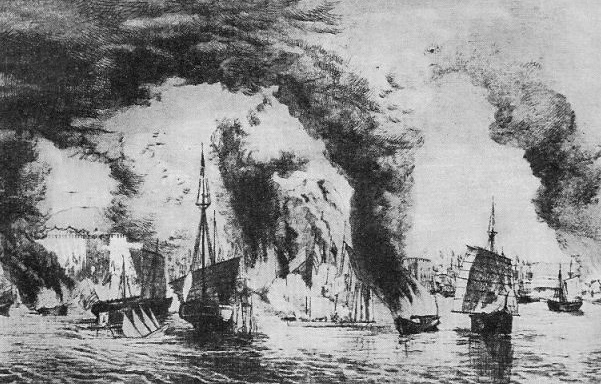
Bataille navale entre les flottes Taiping et Qing, sur le fleuve Yangzi Jiang, près de Nanjing.

Si la tentative de prise de Shanghai d'août 1860 est d'abord couronnée de succès, les troupes Taiping sont finalement repoussées par une coalition formée de troupes chinoises et d'officiers européens, commandée par Frederick Townsend Ward. Cette armée deviendra plus tard l'"Armée toujours victorieuse", dirigée par le "Chinois" Gordon, et jouera un rôle déterminant dans la défaite des rebelles Taiping. Après cette victoire, les forces impériales sont réorganisées sous le commandement de Zeng Guofan et Li Hongzhang, et la reconquête du "royaume céleste" par le gouvernement Qing commence réellement. Au début de l'année 1864, les Qing ont repris le contrôle de la plupart des régions auparavant sous le contrôle des Taiping.
Alors que la déroute finale semble se rapprocher, Hong Xiuquan déclare que Dieu défendra Tianjing, mais en juin 1864, alors que les troupes Qing approchent de la ville, il meurt d'une intoxication alimentaire due à la consommation de légumes sauvages alors que la ville commençait à manquer de nourriture. Pendant les vingt jours que dure son agonie, les troupes Qing assiègent la ville. Quelques jours seulement après sa mort, Nanjing/Tianjing tombe entre les mains des Qing. Après son décès, le corps de Xiuquan avait été enterré, mais Zeng Guofan le fait exhumer pour vérifier qu'il est bien mort, puis il est incinéré. Les cendres de Hong sont ensuite placées dans un canon qui les disperse en tirant, afin de s'assurer que sa dépouille n'ait pas de lieu de repos comme punition éternelle pour l'insurrection.
Quatre mois avant la chute du Royaume céleste de Taiping, Hong Xiuquan avait abdiqué en faveur de Hong Tianguifu, son fils aîné, alors âgé de 15 ans. Hong Tianguifu ne peut rien faire pour redresser la situation du royaume et celui-ci disparaît rapidement lorsque Nanjing tombe en juillet 1864, après de violents combats de rues. La plupart des soi-disant princes sont exécutés par des fonctionnaires Qing à Jinling (金陵城), Nanjing.
Bien que la chute de Nanjing en 1864 signe la destruction du régime Taiping, les combats ne sont pas encore terminés, car il y a encore plusieurs milliers de soldats rebelles Taiping qui poursuivent le combat. Il faut sept ans aux Qing pour finalement éliminer tous les vestiges de la révolte des Taiping. En août 1871, la dernière armée rebelle Taiping, dirigée par Li Fuzhong (李福忠), un des commandants de Shi Dakai, est complètement anéantie par les troupes Qing dans la région située aux frontières des provinces de Hunan, Guizhou et Guangxi.

## Administration

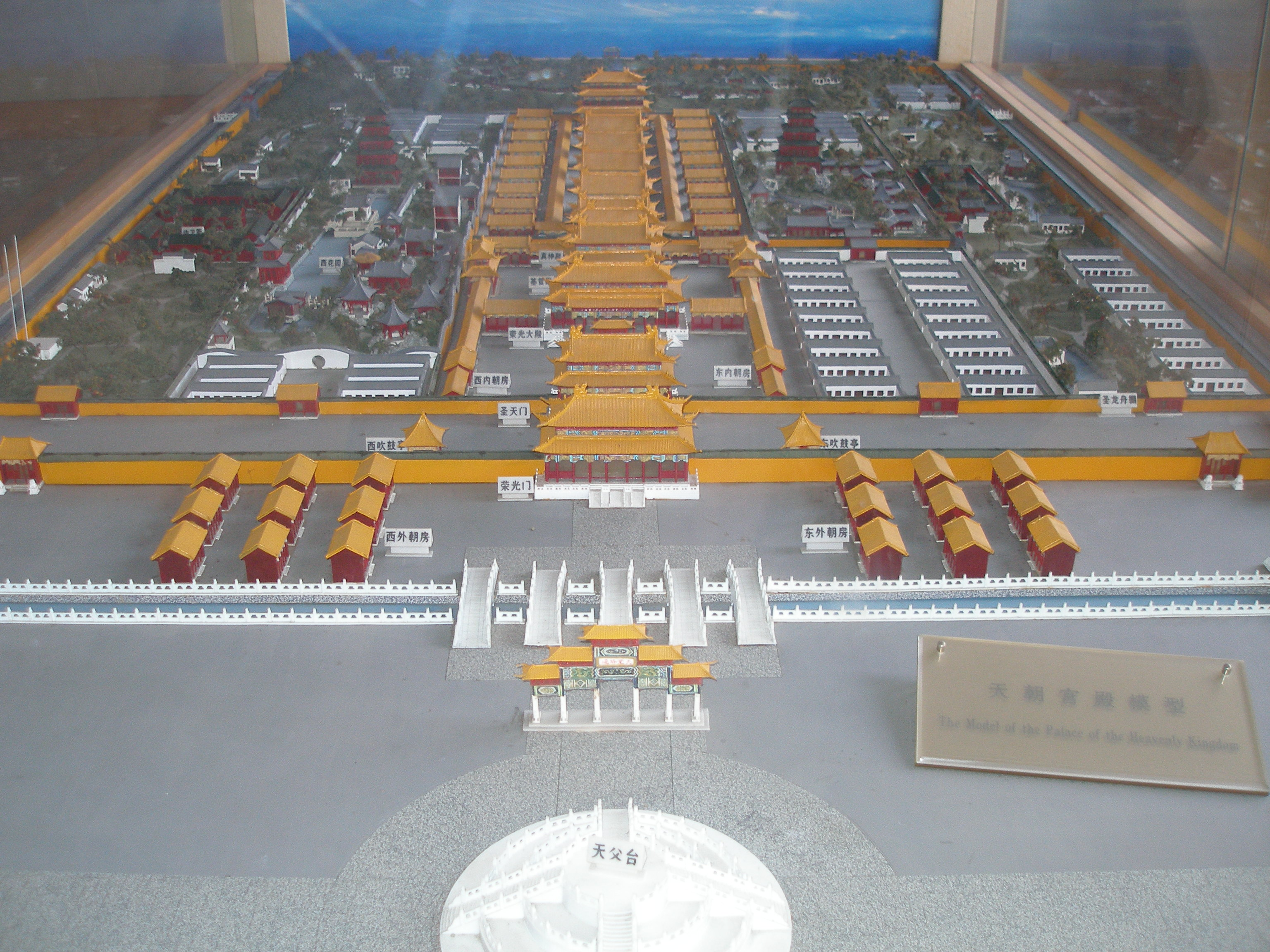
Maquette du palais du Royaume Céleste à Nanjing.

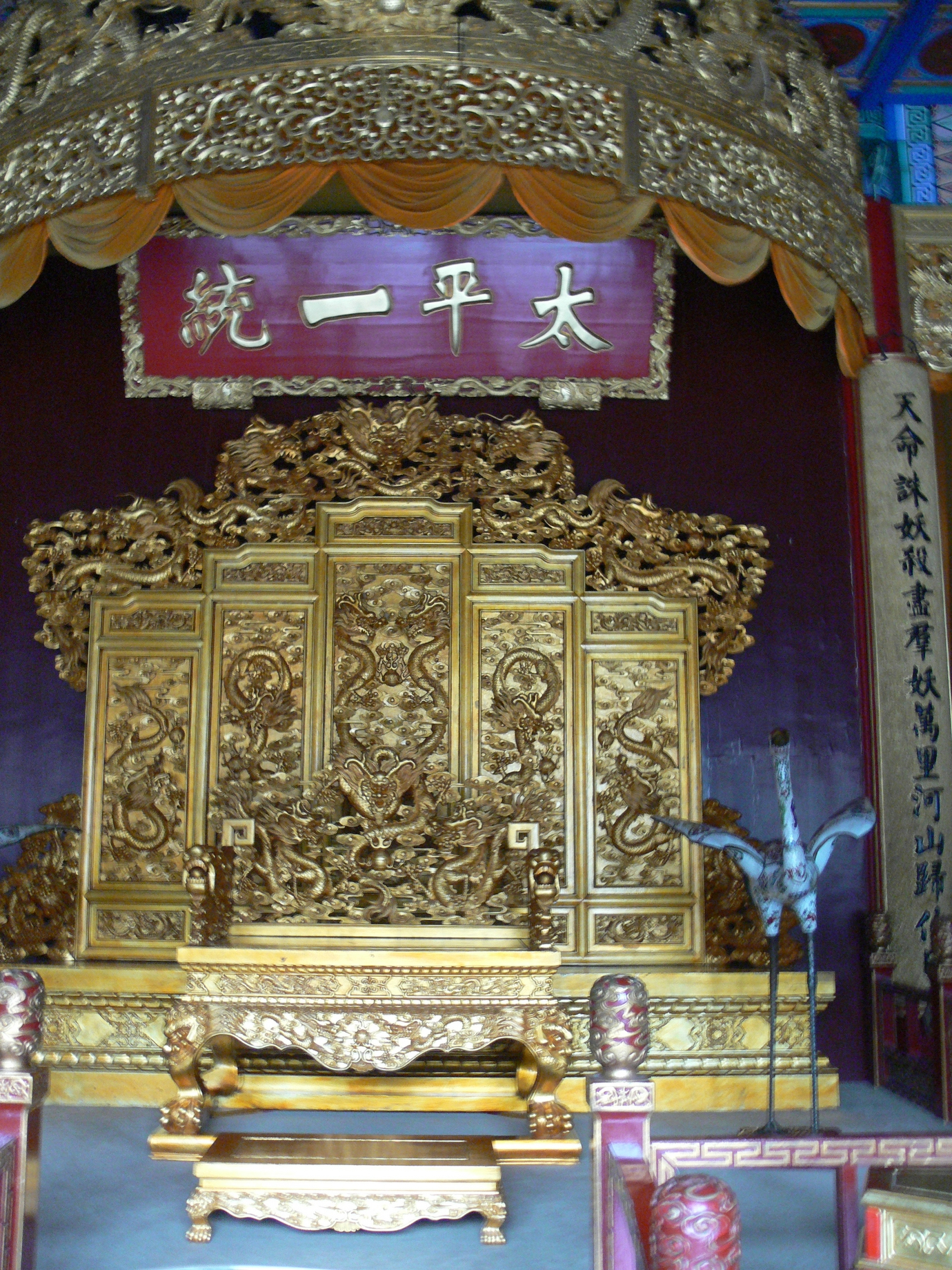
Le trône du Roi Céleste à Nanjing.

Le « Roi Céleste » est le poste le plus élevé dans le Royaume Céleste. Les seuls à occuper ce poste sont Hong Xiuquan et son fils Hong Tianguifu.
| Nom Personnel           | Règne              | Noms et dates des ères            |
| ----------------------- | ------------------ | --------------------------------- |
| Hong Xiuquan—洪秀全     | août 1851–mai 1864 | Yannian (元年 Yuánnián) 1851–1864 |
| Hong Tianguifu—洪天貴福 | mai 1864–août 1864 | Aucun                             |

Juste en dessous du « Roi du Ciel » en termes de rang, on trouve des souverains provinciaux appelés rois ou princes entre lesquels le territoire est divisé. Au départ il y en a cinq : les Rois des Quatre Directions Cardinales et le Roi des Côtés. Ces premiers roi décèdent tous de mort violente avant la chute du Royaume Céleste : le roi de l'Ouest et le roi du Sud sont tués au combat en 1852; le roi de l'Est est assassiné par le roi du Nord lors d'un coup d'État en 1856, et le roi du Nord lui-même est tué par la suite. Enfin, le roi des Côtés est tué par les Qing en 1863. Ces rois sont :
- Roi du Sud (南王), Feng Yunshan (meurt en 1852)
- Roi de l'Est (東王), Yang Xiuqing (meurt en 1856)
- Roi de l'Ouest (西王), Xiao Chaogui (meurt en 1852)
- Roi du Nord (北王), Wei Changhui (meurt en 1856)
- Roi des Côtés (翼王), Shi Dakai (capturé et exécuté par les troupes Qing en 1863)

Par la suite, les dirigeants du royaume portent le titre de « Princes » :
- Le Prince Zhong (忠王), Li Xiucheng (1823 – 1864, capturé et exécuté par les troupes Qing)
- Le Prince Ying (英王), Chen Yucheng (1837 – 1862)
- Le Prince Gan (干王), Hong Rengan (1822 – 1864; un cousin d'Hong Xiuquan, exécuté)
- Le Prince Jun (遵王), Lai Wenkwok (1827 – 1868)
- Le Prince Fu (福王), Hong Renda (洪仁達; un des frères d'Hong Xiuquan, le plus âgé derrière son frère aîné. Exécuté par les troupes Qing en 1864)
- Le Prince Tian Gui (田貴; exécuté in 1864)

Parmi les autres princes on trouve :
- Le Prince An (安王), Hong Renfa (洪仁發), le frère ainé d'Hong Xiuquan
- Le Prince Yong (勇王), Hong Rengui (洪仁貴)
- Le Prince Fu (福王), Hong Renfu (洪仁富)

Les chefs des autres rébellions se voient également accorder le titre de Roi, comme Lan Chaozhu, un chef de la rébellion Li Yonghe qui a lieu au Sichuan.
Durant les dernières années de la révolte des Taiping, le territoire du royaume est divisé entre plusieurs chefs provinciaux qui reçoivent le titre de prince en fonction des caprices de Hong. Pendant un temps, ils sont plusieurs dizaines à porter ce titre.
Les zones capturées dans le Jiangsu sont appelées « Province de Sufu ».

## Politique générale du royaume
Dans les zones qu'elle contrôle, l'Armée céleste des Taiping établit un régime totalitaire, théocratique et hautement militarisé.
- Les sujets d'étude pour les examens servant à recruter les fonctionnaires passent des classiques confucéens à la Bible.
- La propriété privée est abolie et toutes les terres sont détenues et distribuées par l'État[14].
- Un calendrier solaire remplace le calendrier lunaire.
- Le bandage des pieds est interdit. (Le peuple Hakka n'avait jamais suivi cette tradition, et par conséquent les femmes Hakka avaient toujours été capables de travailler les champs[15].)
- La société est déclarée sans classes et les sexes sont déclarés égaux. À un moment donné, pour la première fois dans l'histoire de la Chine, des examens d'accès à la fonction publique sont organisés pour les femmes. Selon certaines sources, Fu Shanxiang, une femme éduquée de Nanjing, les aurait passés et serait devenue fonctionnaire à la cour du roi de l'Est.
- Les sexes sont rigoureusement séparés[14]. Jusqu'en 1855, même les couples mariés ne sont pas autorisés à vivre ensemble ou à avoir des relations sexuelles.
- Le port obligatoire de la natte instauré par les Qing est abandonnée au profit du port des cheveux longs.
- D'autres nouvelles lois ont été promulguées, notamment l'interdiction de l'opium, des jeux de hasard, du tabac, de l'alcool, de la polygamie (y compris le concubinage), de l'esclavage et de la prostitution. Tous ces crimes sont passibles de la peine de mort[16].

### Les réformes voulues par Hong Rengan
En 1859, Hong Rengan, le Prince Gan, avec l'approbation de son cousin le Roi céleste, préconise plusieurs nouvelles réformes, incluant :
- promouvoir l'adoption des chemins de fer en accordant des brevets pour l'introduction de locomotives ; la construction de 21 chemins de fer était prévue pour chacune des 21 provinces ;
- promouvoir l'adoption des navires à vapeur pour le commerce et la défense ;
- création de banques privées émettrices de monnaie ;
- octroi de brevets d'une durée de 10 ans pour l'introduction de nouvelles inventions et de 5 ans pour les articles mineurs ;
- création d'un service postal national ;
- promouvoir la recherche de matières premières en accordant le contrôle et vingt pour cent des revenus aux découvreurs de gisements ;
- création d'enquêteurs gouvernementaux ;
- mise en place d'attachés de presse indépendants et impartiaux chargés de rendre compte et de diffuser l'information ;
- mise en place de trésoreries de districts et d'un trésorier pour gérer les finances.

### Armement
Bien que les rebelles Taiping n'aient pas l'appui des gouvernements occidentaux, ils sont relativement modernes en termes d'armements. Un nombre sans cesse croissant de marchands d'armes occidentaux vendent au marché noir des armes occidentales telles que des mousquets, des fusils et des canons modernes aux rebelles. Dès 1853, les soldats du Taiping Tianguo utilisent des armes et des munitions vendues par les Occidentaux. Les carabines et la poudre à canon sont introduites clandestinement en Chine par des marchands anglais et américains sous le nom de "snuff and umbrellas". Une partie de cet équipement est du matériel excédentaire revendu par les gestionnaires des stocks d'armes de diverses compagnies et unités militaires occidentales, qui inclut aussi bien des armes légères que de l'artillerie. En avril 1862, une cargaison d'armes provenant d'un marchand américain déjà " bien connu pour ses rapports avec les rebelles ", comprend selon l'inventaire de l'époque, 2 783 mousquets (amorce à percussion), 66 carabines, 4 fusils et 895 pièces d'artillerie de campagne, ainsi que des passeports signés par le Loyal King. Près de deux mois plus tard, un navire est arrêté avec à son bord 48 caisses de mousquets et un autre avec 5000 mousquets. Des mercenaires occidentaux tels que des Britanniques, des Italiens, des Français et des Américains se sont également joints aux Taiping, bien que beaucoup aient été décrits comme profitant simplement de l'occasion pour piller des Chinois. Les Taiping construisent des fonderies de fer où ils fabriquent des canons lourds, décrits par les Occidentaux comme étant largement supérieurs aux canons des Qing. Juste avant son exécution, le roi Li Xiucheng informe ses ennemis que la guerre avec les puissances occidentales arrive et que les Qing doivent acheter les meilleurs canons et chariots à canon occidentaux, et que les meilleurs artisans chinois doivent apprendre à construire des copies exactes, tout en formant les autres artisans.

### Religion
Au début, les disciples de Hong Xiuquan sont appelés les adorateurs de Dieu. La foi de Hong est inspirée par les visions qu'il a eues et dans lesquelles le Dieu des chrétiens l'a salué au Ciel. Hong avait auparavant été en contact avec des missionnaires protestants et lu la Bible. Officiellement, le Royaume céleste des Taiping approuve la version personnelle du christianisme de Hong Xiuquan, combinée avec des éléments provenant de la religion populaire chinoise. Bien que les disciples de Hong dirigent le Royaume, il y a aussi des adeptes du bouddhisme, de la religion populaire chinoise et d'autres traditions religieuses originaires de Chine. Les bibliothèques des monastères bouddhistes sont détruites, presque entièrement dans le cas du delta du Yangzi Jiang. Les temples taoïstes, confucianistes et des autres croyances traditionnelles sont souvent défigurés.

### Affaires étrangères
Le Royaume céleste maintient le Système des tribus de la Chine impériale, en chargeant toutes les "dix mille nations du monde" de se soumettre et d'envoyer des tributs annuels à la Cour céleste. Le Roi céleste proclame également qu'il a l'intention d'établir une nouvelle dynastie en Chine.

### Monnaie
Au cours de sa première année d'existence, le Royaume céleste frappe des pièces de 23 à 26 mm de diamètre, pesant environ 4,1 g. Le nom du royaume est inscrit sur l'avers et « Trésor sacré » (chinois : 聖寶) sur le revers. Le royaume émet également des billets de banque.

## Impact sur les Hakkas
Après l'effondrement du royaume céleste, la dynastie Qing lance des vagues de massacres contre les Hakkas, tuant jusqu'à 30,000 personnes chaque jour au plus fort des massacres. Un autre conséquence majeure est le déclenchement des sanglantes guerres de clans Punti-Hakka (en) (1855 et 1867), qui causent la mort d'un million de personnes.

## A lire également
- Église du Dieu Tout-Puissant, une secte ayant les mêmes origines que les Taiping

## Pour approfondir
- (en) Stephen R. Platt, Autumn in the Heavenly Kingdom : China, the West, and the epic story of the Taiping Civil War, New York, Knopf, 2012, 468 p. (ISBN 978-0-307-27173-0) Histoire narrative, avec un accent particulier sur les aspects militaires.
- Philip A. Kuhn, Cambridge History of China, Cambridge, Fairbank, John K. et Cambridge Univ Press, 1970, « The Taiping Rebellion », p. 264–350.
- Franz H. Michael, The Taiping Rebellion : History and Documents, Seattle, University of Washington Press, 1966 (ISBN 0-295-73959-2)